# Undimäe
Undimäe – wieś w Estonii, w prowincji Sarema, w gminie Valjala.